# Барбулат Марія Федорівна
Марі́я Фе́дорівна Барбула́т (1910 , Бруштени, Балтський повіт, Подільська губернія, Російська імперія  — невідомо ) — молдавська радянська діячка, селянка. Депутат Верховної Ради УРСР 1-го скликання (1938–1940).

## Біографія
Народилася 1910 року в бідній селянській родині в селі Бруштени, тепер Броштяни, Рибницький район, Молдова (Придністров'я). Батько помер у 1917 році. Працювала у власному сільському господарстві, а у 1930 році вступила до колгоспу.
З 1930 року — ланкова колгоспу «1 Травня» села Бруштени Кодимського району Молдавської Автономної РСР. З 1932 року обиралася членом сільської ради села Бруштени, головою фінансової секції.
26 червня 1938 року обрана депутатом Верховної Ради УРСР 1-го скликання по Кодимській виборчій окрузі № 60 Молдавської АРСР.
2 серпня 1940 року була утворена Молдавська РСР, у склад якої ввійшла Молдавська Автономна РСР, а депутати обрані від округів Молдавської АРСР припинили виконувати свої повноваження у Верховній Раді Української РСР.
Подальша доля не відома.